# Rivière La Sorbie
La rivière La Sorbie est un tributaire de la rivière aux Chutes (versant du réservoir Pipmuacan et de la rivière Betsiamites), coulant sur la rive nord-ouest du fleuve Saint-Laurent, dans le territoire non organisé Mont-Valin, dans la municipalité régionale de comté (MRC) de Le Fjord-du-Saguenay, dans la région administrative de la Saguenay–Lac-Saint-Jean, dans la Province de Québec, au Canada.
La vallée de la rivière La Sorbie est desservie par la route forestière R0201 (sens nord-sud), surtout pour les besoins de la foresterie et de l’hydro-électricité. Quelques autres routes forestières secondaires desservent le territoire,,.
La foresterie constitue la principale activité économique du secteur ; les activités récréotouristique, en second.
La surface de la rivière La Sorbie habituellement gelée de la fin novembre au début avril, toutefois la circulation sécuritaire sur la glace se fait généralement de la mi-décembre à la fin mars.

## Géographie
Les principaux bassins versants voisins de la rivière La Sorbie sont :
- Côté Nord : Lac La Sorbière, rivière aux Chutes, réservoir Pipmuacan, rivière Betsiamites ;
- Côté Est : rivière aux Sables, réservoir Pipmuacan, rivière Betsiamites, rivière à Paul, rivière Andrieux ;
- Côté Sud : Rivière Vénus, rivière La Maria, rivière Jérémy, rivière François-Paradis ;
- Côté Ouest : Lac Rouvray, lac Pamouscachiou, rivière Shipshaw, réservoir Pipmuacan[2].

La rivière La Sorbie prend sa source à l’embouchure d’un lac Rond (longueur : 4,7 km ; altitude : 517 m), en zone forestière. Ce lac reçoit du côté sud les eaux de la rivière La Maria, ainsi que six décharges de lacs (ou ruisseaux).
À partir de l’embouchure du lac Rond, le cours de la rivière La Sorbie coule sur 2,7 km vers le nord (sans dénivelé) jusqu’à la rive sud d’une baie du lac La Sorbière.
L'embouchure de la rivière La Sorbie se déverse sur la rive sud au fond d’une baie du lac La Sorbière dans le territoire non organisé de Mont-Valin. Cette confluence de la rivière La Sorbie située à :
- 7,0 km au nord-est du lac Rouvray ;
- 12,7 km à l'ouest du cours de la rivière aux Sables ;
- 24,3 km au nord-est du barrage à l’embouchure du lac Pamouscachiou ;
- 63,3 km au sud-est de la centrale Bersimis-1 du Sud-Est du réservoir Pipmuacan ;
- 72,2 km au sud-est du centre du village de Labrieville ;
- 129,6 km à l'ouest du centre-ville de Forestville ;
- 148,6 km à l'ouest de l’embouchure de la rivière Betsiamites[2],[5].

## Toponymie
Le toponyme « rivière La Sorbie » constitue un diminutif de familiarisation. Un nom familier procède en général d'une relation affective. L'article « La » en s’avère un accent d'insistance. Les deux noms « Rivière La Maria » et « Rivière La Sorbie », utilisés depuis 1990 ou avant, constituent un duo désignant deux entités se succédant d'amont en aval, à l'entrée et à la sortie du lac Rond, pour relier le lac Maria-Chapdelaine et le lac La Sorbière.
Le toponyme « Rivière La Sorbie » a été officialisé le 12 avril 2002 à la Banque des noms de lieux de la Commission de toponymie du Québec.